# Marcja
Marcja, Marcia Aurelia Ceionia Demetrias (data urodzenia nieznana, zm. 193) – wyzwolenica i kochanka cesarza Kommodusa. Jej ojciec – Marek Aureliusz Sabinianus został wyzwolony przez Marka Aureliusza i Lucjusza Werusa. 

## Życie
Wywierała ogromny wpływ na cesarza, wspierała chrześcijan – być może sama też była chrześcijanką. Poślubiła cesarskiego zaufanego sługę, wyzwoleńca Eklektusa. Była jednym z ważniejszych spiskowców w zamachu dokonanym na życie Kommodusa. Przygotowała go wspólnie z Eklektusem i prefektem pretorianów Kwintusem Emiliuszem Laetusem. Na udział w spisku zgodziła się w obawie przed podobnym losem, jaki spotkał żonę Kommodusa – Kryspinę oraz jego siostrę Lucyllę (wygnanie, zesłanie i zamordowanie).
31 grudnia 192 Marcja podała Kommodusowi do wypicia zatrute wino; trucizna jednak nie uśmierciła cesarza, który wkrótce ją zwrócił. Kiedy wypoczywał, Marcja przekonała bliskiego mu atletę Narcyza, by udusił cesarza; jako również wtajemniczony w spisek, dokonał zabójstwa. 
Marcja wspierała kandydaturę Pertynaksa na cesarza, a kiedy już 3 miesiące po objęciu władzy został on zamordowany, Marcja została skazana na śmierć przez jego następcę – Dydiusza Juliana.

## Marcja w kulturze
Marcja jest główną bohaterką dwóch polskich powieści: Słowa i ciała Teodora Parnickiego i Kommodusa i Marcji Ewy Nowackiej.